# Max van den Berg

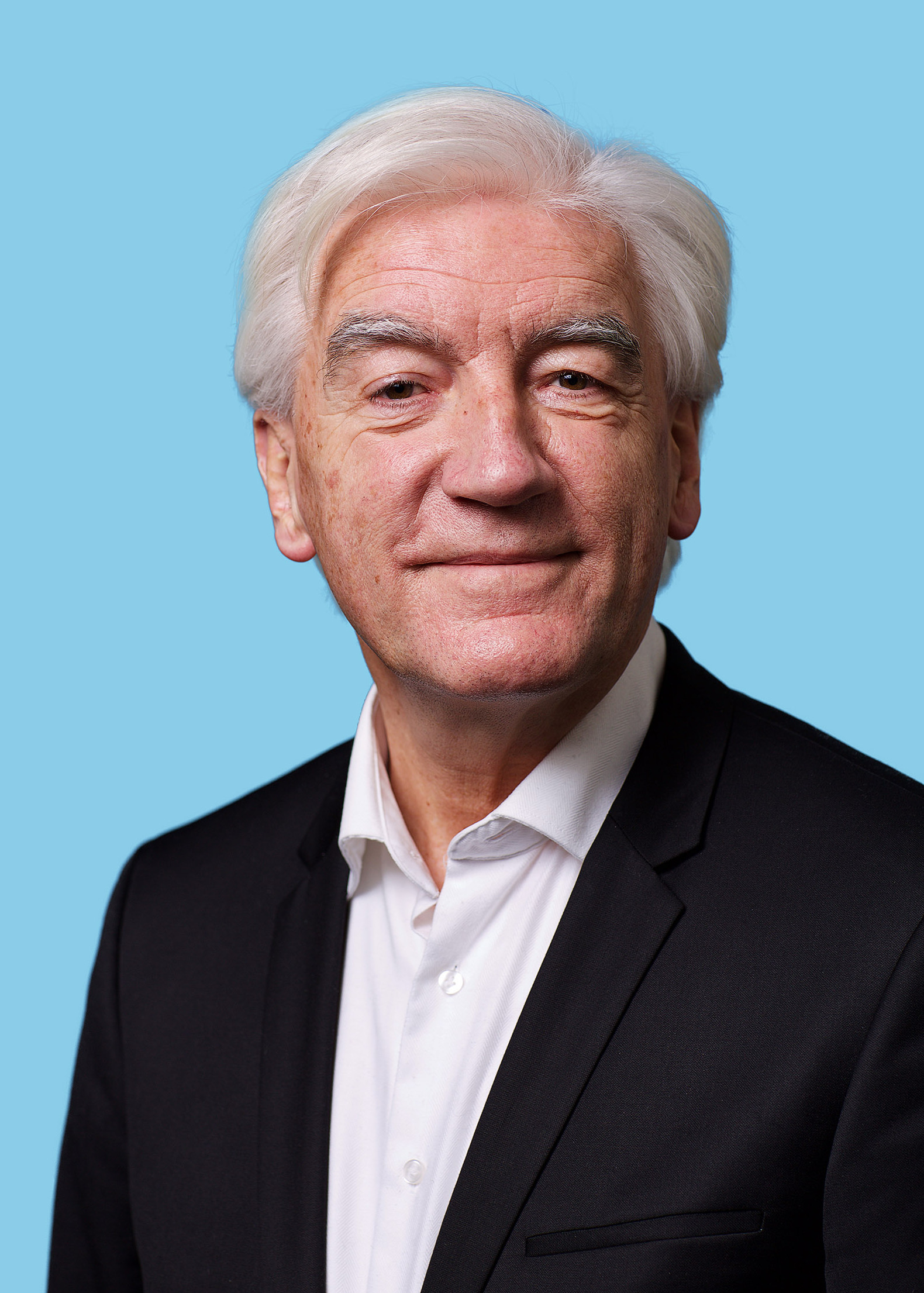
Max van den Berg (2016)

Margrietus Johannes (Max) van den Berg (* 22. März 1946 in Ammerstol, Bergambacht) ist ein niederländischer Politiker der Partij van de Arbeid (PvdA).
Nach Abschluss seines Soziologiestudiums an der Universität Groningen war van den Berg von 1970 bis 1978 Beigeordneter (wethouder) der Stadt Groningen. Als Nachfolger von Ien van den Heuvel war er von 1979 bis 1986 Vorsitzender der PvdA. Bei niederländischen Parteien ist dies ein eher administrativ-organisatorisches Amt, getrennt vom politischen Leiter der Partei (dies war in jener Zeit der ehemalige Ministerpräsident Joop den Uyl).
Danach verließ van den Berg für einige Zeit die Parteipolitik und wurde Bildungsdirektor bzw. ab 1989 Bildungsdirektor der Entwicklungszusammenarbeitsorganisation NOVIB (Nederlandse Organisatie voor Ontwikkelingssamenwerking), dem niederländischen Ableger von Oxfam.
Von 1999 bis 2007 war er Abgeordneter der PvdA im Europäischen Parlament, wo er von 1999 bis 2004 stellvertretender Vorsitzender der sozialdemokratischen SPE-Fraktion war. Zudem war van den Berg von 1999 bis 2007 stellvertretender Vorsitzender im Ausschuss für Entwicklung und Zusammenarbeit des EU-Parlaments und von 2004 bis 2007 stellvertretender Vorsitzender der Delegation für die Beziehungen zu den Ländern der Andengemeinschaft.
Nach seinem Ausscheiden aus dem Europäischen Parlament war van den Berg von 2007 bis 2016 Beauftragter der Königin (bzw. ab 2013 des Königs) in der Provinz Groningen. Nach Ende seiner politischen Karriere lehrte er von 2016 bis 2021 als Honorarprofessor für Globalisierungsstudien an der Rijksuniversiteit Groningen.